# عقیق سبز

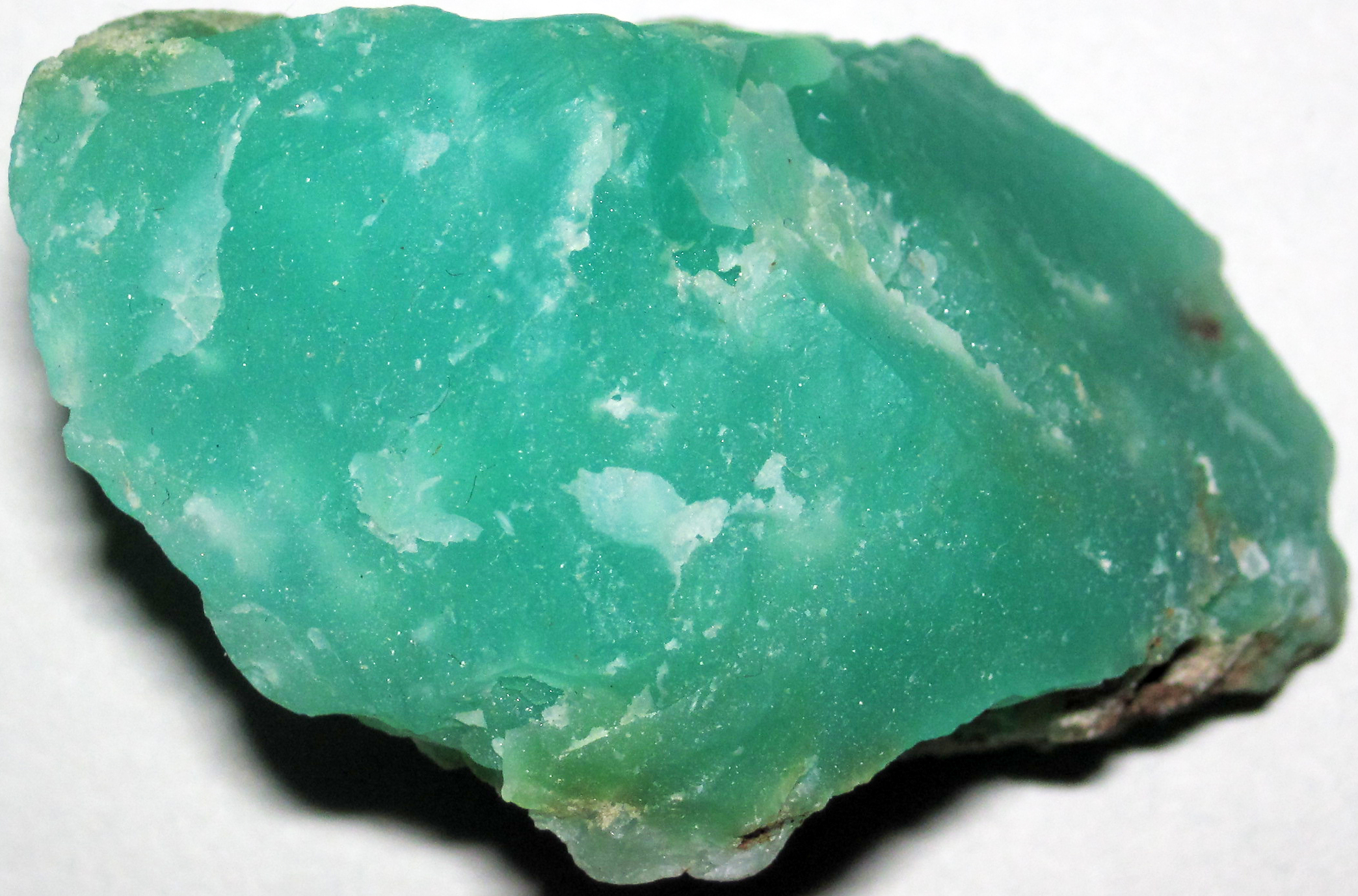
سنگ عقیق سبز استرالیایی

کریزوپراس (به انگلیسی: Chrysoprase) با فرمول شیمیایی SiO2 از مجموعه کانی هاست و از کلمات یونانیKhrusos به معنای طلا و Prasos به مفهوم Poireau گرفته شده‌است. محلول در KOH SiO۲:۱۰۰٪ همراه با ادخالهای Al,Fe,Mg,Ca,Ni,Cr برای اولین بار در لهستان کشف شد و از نظر شکل بلور: پهن و کوتاه، رنگ: سبز زمردی تا سبز سیب، شفافیت: غیر شفاف - نیمه شفاف، شکستگی: صدفی و در رده‌بندی اکسید است و منشأ تشکیل آن قشرهای هوازده سنگهای اولترابازیک است.
همایند کانی‌شناسی (پارانژ) آن کالسدوئن - اوانسیت- گارنی ئیریت- سزپانتین- اپال است
کاربرد آن: به عنوان سنگ ظریف در تزئینات و زینت آلات مصرف می‌شود. از نظر ژیزمان تقریباً کمیاب است و بیشتر در لهستان، روسیه (اورال)، آمریکا، استرالیا، آلمان (کمیاب)، برزیل، تانزانیا، زیمبابوه و آفریقای جنوبیو ایران یافت می‌شود.